# St. Paulus (Hamburg-Heimfeld)

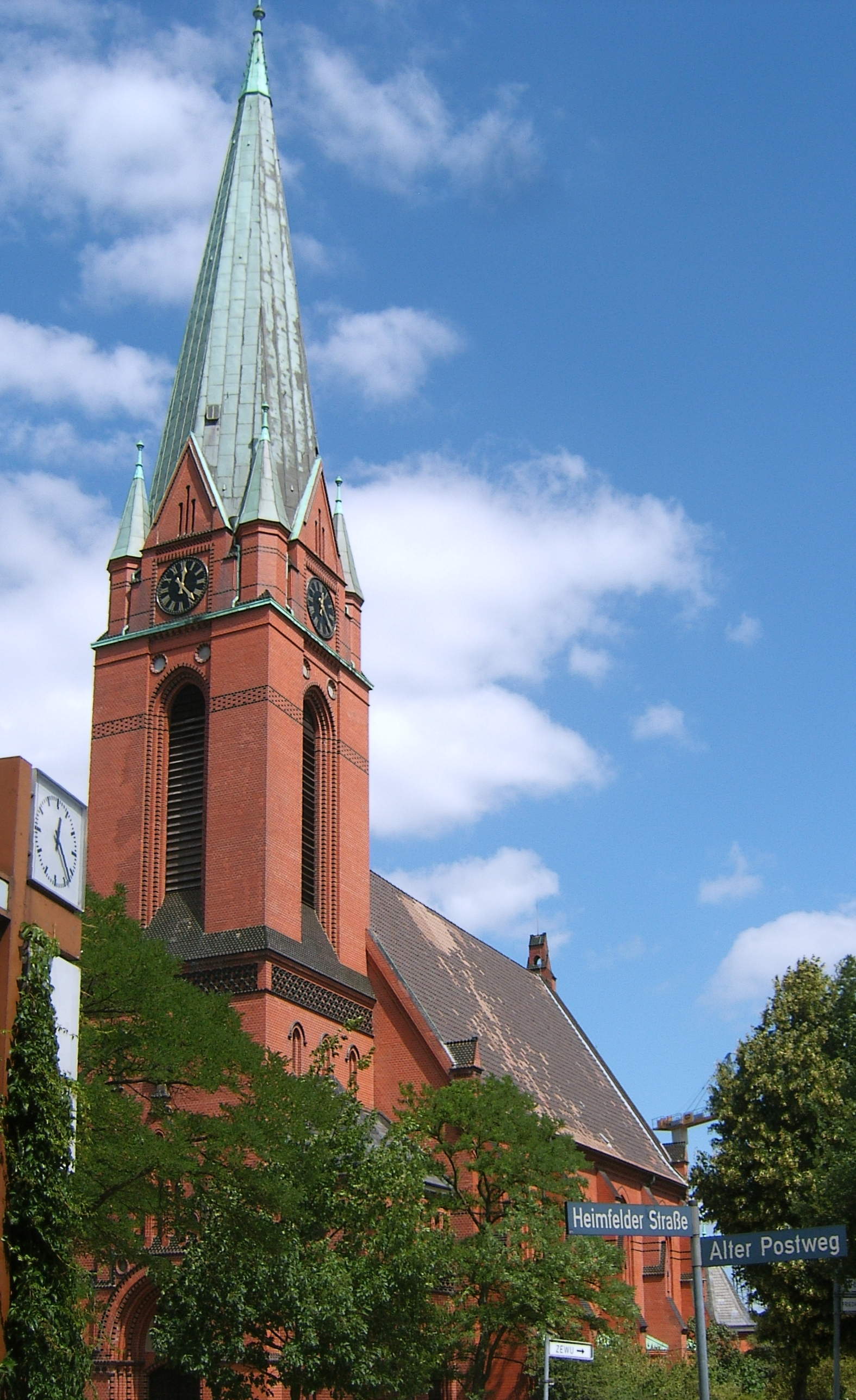
St.-Paulus-Kirche in Hamburg-Heimfeld

Die evangelisch-lutherische St.-Paulus-Kirche in Hamburg-Heimfeld ist ein denkmalgeschützter neugotischer Backsteinbau in der historischen Mitte des ehemaligen Bauerndorfes Heimfeld, das seit 1888 zur Stadt Harburg und durch das Groß-Hamburg-Gesetz seit 1937 zur Freien und Hansestadt Hamburg gehört. Sie bildet den Mittelpunkt eines Wohnviertels um die Meyerstraße, das aus gründerzeitlichen Häusern besteht und liegt auf dem hohen Elbufer, wodurch sie zur Bauzeit vom Harburger Seehafen und der Süderelbe aus sehr gut sichtbar war.

## Bau und Geschichte
Die Kirche wurde nach einem im Jahr 1903 erteilten Auftrag der Stadt Harburg in den Jahren 1906–1907 nach einem Entwurf von Hugo Groothoff durch den Bauunternehmer August Prien errichtet. Für seine hervorragende bauliche Ausführung wurde Prien der Preußische Kronen-Orden IV. Klasse verliehen. Groothoff orientierte sich an seinem eigenen Entwurf der Erlöserkirche in Lohbrügge, so entstand ein vergleichbares Gebäude mit polygonaler Apsis, südseitig angebauter Sakristei und einem dominierenden 67 m hohen Kirchturm. Dieser Turm steht mustergültig für den von Groothoff nach 1900 verwendeten massiven vierkantigen Turmtyp der deutlich weniger Verzierungen und Gliederungselemente zeigt als die Kirchtürme seiner ersten Entwürfe. Die Seitenwände des Kirchenschiffs werden durch Strebepfeiler und Gruppen von Fenstern gegliedert. Die Pauluskirche ist die einzige Kirche Groothoffs, bei der er die Gruppen der Seitenfenster nicht mit einem einzelnen großen Rundfenster, sondern mit einer Dreiergruppe kleiner Rundfenster abschloss.
Die Grundsteinlegung erfolgte am 10. Juli 1906, das Richtfest am 3. November 1906 und die Einweihung ein weiteres Jahr später, am 3. November 1907, durch Johannes Remmers.
Der Innenraum ist mit einem hölzernen Tonnengewölbe abgeschlossen, die Wände sind zeittypisch mit weißen Putzflächen und komplexen Backsteinbändern gestaltet. Mit 716 geplanten Sitzplätzen und einem 25 m langen und fast 16 m breiten Hauptraum ist das Gebäude der größte Sakralbau Groothoffs.
Die Kirche besaß ursprünglich Wandmalereien im Inneren und vollständig farbig verglaste Fenster. Sowohl die Fenster als auch die Wandmalereien gingen im Zweiten Weltkrieg verloren, als 1944 die Druckwelle einer Bombenexplosion alle Fenster zerstörte und Dach, Turm sowie Mauerwerk stark beschädigte.

## Ausstattung
Im Original erhalten sind das Gestühl, der Altar, der Orgelprospekt, die Kanzel, sowie der Taufstein. Auf dem Taufstein findet sich die Inschrift: „Gestiftet von dem Unternehmer des Kirchenbaus August Prien und seiner Frau Caroline, geb. Bost“. Der aus Kalkstein gefertigte Altar ist eines der aufwändigsten noch erhaltenen Prinzipalstücke in einer von Groothoff errichteten Kirche. Der reich verzierte fünfteilige Altaraufsatz besitzt eine ornamentale Ausgestaltung mit Glasmosaiken und ein fein ausgearbeitetes Kruzifix im Zentrum. Altar und Kanzel wurden zeitgleich von der Firma Leichsenring & Voß in Hannover hergestellt, daher finden sich in der Kanzel die im Altar genutzten Materialien und  Gestaltungselemente wieder.
Die heutigen Chorfenster gestaltete Helmut Ammann im Jahre 1950.

## Orgel
Die Orgel wurde zuerst 1907 von Orgelbau Röver errichtet und 1952 und 1992 von Orgelbau Beckerath umgebaut. Sie verfügt über 28 Register, die auf zwei Manuale und Pedal verteilt sind. Ihre Disposition lautet:
| I Hauptwerk C– |                 |       |
| 1.             | Quintadena      | 16′   |
| 2.             | Prinzipal       | 8′    |
| 3.             | Rohrflöte       | 8′    |
| 4.             | Oktave          | 4′    |
| 5.             | Flöte           | 4′    |
| 6.             | Nasat           | 2 ⁄3′ |
| 7.             | Oktave          | 2′    |
| 8.             | Koppelflöte     | 2′    |
| 9.             | Rauschpfeife II |       |
| 10.            | Mixtur VI       |       |
| 11.            | Zimbel III      |       |
| 12.            | Trompete        | 8′    |

| II Schwellwerk C– |             |        |
| 13.               | Gedackt     | 8′     |
| 14.               | Quintadena  | 8′     |
| 15.               | Prinzipal   | 4′     |
| 16.               | Spitzflöte  | 4′     |
| 17.               | Quintflöte  | 2 ⁄3′  |
| 18.               | Piccolo     | 2′     |
| 19.               | Terz        | 1 3⁄5′ |
| 20.               | Quinte      | 1 ⁄3′  |
| 21.               | Scharff III |        |
| 22.               | Krummhorn   | 8′     |

| Pedal C– |           |           |
| 23.      | Subbass   | 16′       |
| 24.      | Prinzipal | 8′        |
| 25.      | Oktave    | 4′        |
| 26.      | Oktave II | 2′ und 1′ |
| 27.      | Mixtur V  |           |
| 28.      | Fagott    | 16′       |

- Koppeln: I/II, I/P, II/P
- Koppeln:
  - Normalkoppeln: II/I, I/P, II/P
  - Superoktavkoppel: II/II
  - Suboktavkoppel: I/I
  - Superkoppel
- Spielhilfen: 4 feste Kombinationen, Crescendowalze

## Glocken
Das erste Geläut der Kirche wurde im Jahre 1907 von der Glockengießerei Schilling in Apolda gegossen und erklang in den Tönen es1–g1–b1, jedoch nicht sehr lange, da die beiden großen Glocken bereits im 1. Weltkrieg zu Rüstungszwecken eingezogen wurden. Anschließend traten 1930 neue und heute nicht näher dokumentierte Glocken an die Stelle der eingeschmolzenen Glocken, denen dann im 2. Weltkrieg das gleiche Schicksal widerfuhr. Anschließend erhielt die Pauluskirche das Geläut der im Krieg zerstörten Dreifaltigkeitskirche im Zentrum von Harburg in den Tönen c1–f1–f1–c2. Die kleine Glocke des ursprünglichen Geläuts wurde nicht mit einbezogen, sondern wurde an die Petruskirche in Heimfeld übergeben. Die große Glocke war ein 1705 seitens Lorenz Oehmann ausgeführter Umguss. Die zweite Glocken, die im gleichen Ton wie die erste erklang, wurde 1662 von Paul Voß gegossen und diente einst als Uhrglocke der Dreifaltigkeitskirche. Die kleinste der drei Glocken war ein Werk von Johann Meyer und wurde 1782 gegossen. Von diesem Geläut erklang über längere Zeit aufgrund der Schadhaft gewordenen Anlage nur zwei der drei Glocken, bis dieses Geläut dann 1962/1963 an die Dreifaltigkeitsgemeinde zurückgegeben wurde, die mittlerweile eine neue Kirche hat errichten lassen. Das heutige Geläut ist das größte südlich der Nordelbe in Hamburg. Seine Disposition stammt von dem Glockensachverständigen Alfred Hoppe aus Verden (Aller).
| Nr. | Schlagton | Durchmesser (mm) | Gewicht (kg) | Gießer, Gussort                             | Gussjahr | Inschrift und Verzierungen |
| --- | --------- | ---------------- | ------------ | ------------------------------------------- | -------- | --- |
| 1   | h0        | 1.657            | ca. 2.830    | Glocken- & Kunstgießerei Gebr. Rincker/Sinn | 1963     | Zier: - Schulter: * Inschrift (je Absatz auf zwei Zeilen verteilt): SEID FRÖHLICH IN DER HOFFNUNG, GEDULDIG IN TRÜBSAL, HALTET AN AM GEBET + RÖMER 12,12 - Flanke: Relief der Himmelfahrt Christi - Wolm: * Inschrift (vorne): EV.-LUTH ST. PAULUS-KIRCHE ZU HAMBURG-HEIMFELD * Inschrift (hinten): ANNO DOMINI 1936 * Gießerzeichen |
| 2   | e1        | 1.305            | ca. 1.291    | Glocken- & Kunstgießerei Gebr. Rincker/Sinn | 1963     | Zier: - Schulter: * Inschrift: WACHET, STEHET IM GLAUBEN, SEID MÄNNLICH UND SEID STARK! + KOR 16,13 - Flanke: Relief der Versuchung - Wolm: * Inschrift (vorne): EV.-LUTH ST. PAULUS-KIRCHE ZU HAMBURG-HEIMFELD * Inschrift (hinten): ANNO DOMINI 1936 * Gießerzeichen                                                               |
| 3   | g1        | 1.105            | ca. 844      | Glocken- & Kunstgießerei Gebr. Rincker/Sinn | 1963     | Zier: - Schulter: * Inschrift: ICH VERMAG ALLES DURCH DEN, DER MICH MÄCHTIGER MACHT CHRISTUS + PHILIPPER 4,13 - Flanke: - Wolm: * Inschrift (vorne): EV.-LUTH ST. PAULUS-KIRCHE ZU HAMBURG-HEIMFELD * Inschrift (hinten): ANNO DOMINI 1936 * Gießerzeichen                                                                           |
| 4   | a1        | 973              | ca. 570      | Glocken- & Kunstgießerei Gebr. Rincker/Sinn | 1963     | Zier: - Schulter: * Inschrift: GETREU IST DER, DER EUCH RUFT; ER WIRD ES AUCH TUN + THESSALONICHER 5,24 - Flanke: - Wolm: * Inschrift (vorne): EV.-LUTH ST. PAULUS-KIRCHE ZU HAMBURG-HEIMFELD * Inschrift (hinten): ANNO DOMINI 1936 * Gießerzeichen                                                                                 |